# Родники (Раменский район)
Родники́ — посёлок городского типа в Раменском городском округе Московской области России.
Население — 5343 чел. (2024).
Граничит с посёлками Быково, Малаховка, Удельная.
Платформа Родники (ранее 33 км) на линии Москва — Черусти Московской железной дороги (в 33 км от Казанского вокзала). Граничит с Егорьевским шоссе.

## История
Из материалов переписи 1926 года известно о хуторе Родники с населением в 5 человек.
Перепись зафиксировала и другие хутора — Венчик, Куприянов, Савельев и Юричев. Каждый из них состоял из одного двора. Все эти небольшие населенные пункты административно подчинялись Вялковскому сельскому совету, входившему в Быковскую волость.
По-видимому, хутора возникли еще до 1917 года на землях крестьян деревень Вереи и Вялок. На их территории перепись зафиксировала племхоз, ставший около 1930 года совхозом «Родники».
Небольшой участок леса в районе нынешнего Племзавода арендовал у Удельного Ведомства граф Алексей Чудаков.
В зеленом массиве этот интересный для своего времени человек создал уникальный ландшафт, видами которого пользовался художник И. Билибин для создания иллюстраций к русским народным сказкам.
Нынешняя территория поселка также частично относилась к 82 удельной оброчной статье. На топографической карте Московской губернии 1920-х гг. с масштабом 1 см.=500 м на месте поселка показаны лес, обширное поле, кладбище и хутора. Те же самые объекты отмечены и на карте 1931 г.http://poselok-rodniki.ru/poselok/istoriya/
В 1930 году в путеводителе «Дачи и Окрестности Москвы» в статье про поселок Удельная упоминается о совхозе «Родники» при школе Наркомпроса. При совхозе существовало огородное хозяйство, продукция которого продавалась дачникам. 3 мая 1932 года в постановлении СНК СССР «О сети научно-исследовательских учреждений РСФСР» упомянут Научно-исследовательский институт кролиководства, ставший градообразующим предприятием поселка. Сохранился главный корпус НИИ, построенный в стиле сталинского ампира в 1948 году.
После принятия Сталинского плана Реконструкции Москвы в 1935 году начали образовываться поселки для жителей столицы, пожелавших переселиться в Подмосковье из кварталов, подлежащих сносу.
21 июля 1936 года вышло постановление ЦИК и СНК СССР « О порядке выселения в Москве, Ленинграде и Киеве из жилых домов, предназначенных к сломке и капитальной перестройке». В четвертом пункте этого документа сообщается о предоставлении выселяемым земельных участков. В 1937 году на пустующих землях рядом с институтом кролиководства начинается строительство нового поселения в составе поселка Удельная. Населенный пункт получил название «Овражки-Вялки» по деревням, рядом с которыми он возник. До Великой Отечественной войны удается построить только частные дома, магазин и семилетнюю школу, открытие которой состоялось 1 сентября 1941 года.
В годы Великой Отечественной войны из поселка была призвана большая часть мужского населения. 420 человек не вернулись с фронтов (число погибших уточнено по данным ОБД «Мемориал»). В расположенном на территории поселка Удельная санатории в 1941 году располагался эвакогоспиталь. Умерших от ран солдат хоронили на старом поселковом кладбище «Быково-Вялки» (основано в 1904 г.) .  Захоронения утрачены.
После Великой Отечественной войны население поселка увеличилось в два раза и составило три тысячи человек.
28 апреля 1948 года вышло постановление Верховного Совета РСФСР «об отнесении населенного пункта Овражки- Вялки Раменского района Московской области к категории дачных поселков» (ГАРФ ф. А385, оп. 17, дело 988). В соответствии с этим постановлением «Овражки-Вялки» получили административную независимость от Удельной. В поселке появились аптека, библиотека и амбулатория. 19 мая 1955 года постановлением Верховного Совета РСФСР поселок Овражки-Вялки переименован в Родники. (ГАРФ ф. А385, оп. 17, дело 2761). Кстати, поселок мог называться Московский — с таким предложением обращались к правительству жители.
В 1962 году НИИ пушного звероводства и кролиководства построил первое трехэтажное здание для сотрудников. Со временем образовался микрорайон «Кролики», состоящий в основном из пятиэтажных домов, ставший современным центром поселения.
С 1 января 2006 до 4 мая 2019 года образовывал одноимённое муниципальное образование (городское поселение Родники) как единственный населённый пункт в его составе.
В 2025 году дачный посёлок преобразован в посёлок городского типа.

## Экономика
В Родниках работают НИИПЗК (институт пушного звероводства и кролиководства) с филиалом в микрорайоне Коренёво, племзавод «Родники».

## Культура
На территории посёлка находятся общеобразовательная школа, ДК «Родники», библиотека, детско-юношеская спортивная школа, музыкальная школа. детский сад, амбулатория.
Имеется церковь Рождества Христова (построена в 2000—2005 годах)
На окраине городского поселения Родники расположена единственная в Раменском районе мечеть.

## Связь
В городе услуги связи представляют ООО «Интелск» и ООО «Iform».